# Aspidura
Aspidura is een geslacht van slangen uit de familie toornslangachtigen en de onderfamilie waterslangen (Natricinae). 

## Naam en indeling
De wetenschappelijke naam van de groep werd voor het eerst voorgesteld door Johann Georg Wagler in 1830. Er zijn negen soorten, inclusief de pas in 2019 beschreven soort Aspidura desilvai.

## Verspreidingsgebied
De soorten van het geslacht Aspidura komen voor in delen van Azië en zijn endemisch in Sri Lanka.

## Soorten
Het geslacht omvat de volgende soorten, met de auteur en het verspreidingsgebied.
| Naam                   | Auteur                                                                  | Verspreidingsgebied |
| ---------------------- | ----------------------------------------------------------------------- | ------------------- |
| Aspidura brachyorrhos  | Boie, 1827                                                              | Sri Lanka           |
| Aspidura ceylonensis   | Günther, 1858                                                           | Sri Lanka           |
| Aspidura copei         | Günther, 1864                                                           | Sri Lanka           |
| Aspidura deraniyagalae | Gans & Fetcho, 1982                                                     | Sri Lanka           |
| Aspidura desilvai      | Wickramasinghe, Bandara, Vidanapathirana & Wickramasinghe, 2019         | Sri Lanka           |
| Aspidura drummondhayi  | Boulenger, 1904                                                         | Sri Lanka           |
| Aspidura guentheri     | Ferguson, 1876                                                          | Sri Lanka           |
| Aspidura ravanai       | Wickramasinghe, Vidanapathirana, Kandambi, Pyron & Wickramasinghe, 2017 | Sri Lanka           |
| Aspidura trachyprocta  | Cope, 1860                                                              | Sri Lanka           |